# Dalophis imberbis
Dalophis imberbis är en fiskart som först beskrevs av Delaroche, 1809.  Dalophis imberbis ingår i släktet Dalophis och familjen Ophichthidae. Inga underarter finns listade i Catalogue of Life.